# One Piece (телесеріал)
«One Piece» (яп. ワンピース Ван Пі: су, укр. Ван Піс) — потоковий телесеріал, жива адаптація однойменної японської манґи 1997 року Еїчіро Ода. За виробництво відповідають Netflix, Tomorrow Studios і Shueisha (які також публікують манґу). Метт Овенс і Стівен Маеда стали шоуранерами, серед акторів — Іньякі Ґодой, Маккенью, Емілі Радд, Джейкоб Ромеро Ґібсон і Тез Скайлар. Прем'єра відбулася на Netflix 31 серпня 2023 року, коли було випущено цілком перший сезон із 8-ми епізодів. 14 вересня 2023 року серіал було продовжено на другий сезон.

## Синопсис
Серіал розповідає про пригоди піратів-утікачів, банду Солом'яних Капелюхів, які досліджують небезпечні океани, землі та за їх межами в пошуках легендарного скарбу, заритого «єдиним шматком» (One Piece), який зробить їхнього капітана Королем Піратів. Але на хвості у них Військово-морський флот, та інші пірати, що шукають скарб. Озброєні навичками та непорушною дружбою, команда Солом'яних Капелюхів готові до подорожі та ще більше готові разом боротися за свої мрії.

## Актори та персонажі

### Головний склад
- Іньякі Ґодой у ролі Манкі Д. Луффі: наївний, але повний ентузіазму пірат, який з'ївши чарівний фрукт набув здатності розтягувати своє тіло, наче гуму. Його мета — зібрати власну команду та знайти міфічний «One Piece» і стати королем піратів. Луффі впевнений, що головне в житті пірата — це бути вільним і шукати пригоди, а не грабувати.
  - Колтон Осоріо в ролі Луффі в дитинстві.
- Маккенью в ролі Ророноа Зоро: досвідчений фехтувальник і мисливець за головами, який використовує мистецтво «Санторю» або «Стиль трьох мечів», тримаючи зброю одночасно руками й зубами. Він прагне стати найкращим фехтувальником у світі.
- Емілі Радд у ролі Намі: загадкова злодійка, яка ховає своє минуле за агресивною байдужістю у пошуках карти Великої Смуги, де, за чутками, знаходиться One Piece. Вона взяла на себе зобов'язання орієнтуватися та складати карту всього світу.
- Джейкоб Ромеро Ґібсон у ролі Усоппа: жартівник і хвалько; Усопп спеціалізується на влучній стрільбі з рогатки, хитрості та винахідливості. Він має намір стати відважним, відомим морським воїном, визнаним його сумнозвісним батьком-піратом Ясоппом.
- Тез Скайлар у ролі Санджі: агресивний, чарівний шеф-кухар, ловелас, який практикує бойові мистецтва, в основному прийоми ногами, яких його навчив його наставник, колишній піратський капітан і шеф-кухар Зефф. Його мета — знайти Всеблакитне міфічне море, яке з'єднує чотири моря, і забезпечити всіх якісною їжею.
  - Крістіан Конвері в ролі Санджі в дитинстві.

## Український дубляж
- Дем'ян Шиян — Манкі Д. Луффі
- Вікторія Тишкевич — Намі, Нодзіко
- Ярослав Сидоренко — Зоро
- Станіслав Мельник — Усопп
- Євгеній Лісничий — Санджі
- Руслан Драпалюк — Кобі
- Михайло Кришталь — Ґарп
- Сергій Кияшко — Арлонґ
- Дмитро Тварковський — Баґґі
- Марина Локтіонова — Кая
- Володимир Гурін — Гельмеппо
- Володимир Кокотунов — Зефф
- Олександр Шевчук — Куро/Курохадор
- Дмитро Гаврилов — Шанкс
- Марія Кокшайкіна — Альвіда
- Михайло Войчук — Морґан
- Катерина Буцька — Макіно
- Анна Павленко — Куїна
- Максим Кондратюк — Голд Д. Роджер
- Олександр Погребняк — Боґард
- Андрій Мостренко — Мігок
- Дмитро Завадський — капітан Незумі
- Наталія Романько — Бель-Мер
- Сергій Солопай — Бучі
- Владислав Васицький — малий Луффі
- Арсеній Грищенко — малий Санджі
- Алекс Степаненко — малий Усопп
- Валерія Мялковська — мала Намі
- Єфросинія Мельник — Ріка

Серіал дубльовано студією «Le Doyen» на замовлення компанії «Netflix».
- Режисер дубляжу — Максим Кондратюк
- Перекладач — Оксана Янчук
- Звукооператор — Євген Ярошенко
- Спеціаліст зі зведення звуку — Олег Кульчицький
- Менеджер проекту — Ярослав Сидоренко

## Список епізодів
| № серії | Назва серії                                                           | Режисер(и)    | Сценарист(и)                                                    | Оригінальна дата виходу |
| --- | --------------------------------------------------------------------- | ------------- | --------------------------------------------------------------- | ----------------------- |
| 1 | «На початку пригод» «Romance Dawn»                                    | Марк Йобст    | Метт Овенс та Стівен Маеда                                      | 31 серпня 2023          |
| Після страти знаменитого пірата Ґолд Д. Роджера, численні пірати розшукують його скарб. Через 22 роки пірат-початківець Манкі Д. Луффі втрачає свій човен, але потрапляє на корабель жорстокої піратки Альвіди. Луффі зустрічає її юнгу Кобі, який бажає приєднатися до морської варти та боротися проти піратів. В дитинстві Луффі з'їв «диявольський плід», завдяки чому може розтягувати своє тіло. Луффі перемагає Альвіду та тікає з Кобі. Луффі бажає викрасти карту материка Великої Смуги, за яким ймовірно сховано скарб. Біля бази варти в Місті Мушель вони стають свідками того, як мисливець на піратів Ророноа Зоро захищає дівчинку від глузувань Гельмеппо, сина корумпованого капітана морської варти Моргана. Зоро погоджується витерпіти за це сім днів під палючим сонцем, але його звільняє Луффі, який незабаром зустрічає злодійку Намі, яка також шукає карту. Після перемоги над Морганом і його командою Луффі, Зоро та Намі тікають, прихопивши сейф, у якому міститься карта. Кобі залишається, щоб записатися до морської варти.                                                                                   |                                                                       |               |                                                                 |                         |
| 2 | «Чоловік у солом'яному брилі» «The Man in the Straw Hat»              | Марк Йобст    | Ян Стокс                                                        | 31 серпня 2023          |
| Отримавши мапу Великої Смуги, Луффі, Намі й Зоро потрапляють у пастку до пірата-клоуна Баґґі, що захопив місто та примушує його жителів дивитися свою виставу. Луффі перед полоном проковтує карту й дізнається про зв'язки Баґґі з кумиром свого дитинства, Шанксом, від якого Луффі отримав свій солом'яний бриль. Баґґі намагається змусити Луффі розповісти де карта, топлячи його в баку з морською водою, але Зоро та Намі втікають і рятують Луффі, надихнувшись його оптимізмом. Тоді Баґґі демонструє, що теж з'їв «диявольський фрукт» і може розділятися на частини. Луффі та його друзі замикають частини Баґґі в скрині, звільняючи тим самим місто. Тим часом Кобі зустрічається з віцеадміралом Гарпом. Дізнавшись про крадіжку карти, Гарп дозволяє Кобі залишитися завдяки його чесності, а Моргана лишає під сонцем за брехню. Відпливаючи, Намі повідомляє комусь, що отримала карту. |                                                                       |               |                                                                 |                         |
| 3 | «Не базікай» «Tell No Tales»                                          | Емма Салліван | Метт Овенс та Дамані Джонсон                                    | 31 серпня 2023          |
| У пошуках нового корабля команда прибуває до селища Сироп, де зустрічає жартівника Усоппа і його найкращу подругу, аристократку Каю. Усопп набрид містянам своїми жартами про наближення піратів, тому його розповідям ніхто не вірить. Він проте переконує Луффі та його команду, що Кая продасть їм корабель. Луффі б'ється об заклад з Намі, що отримає корабель у подарунок. Вони відвідують урочисту вечерю з нагоди повноліття Каї, коли їй перейде бізнес загиблих батьків. Насправді її дворецький Клахадор хоче вбити Каю, щоб заволодіти її багатством. Тим часом Гарп бачить потенціал Кобі та вчить його бути хорошим вартовим. Незабаром вони дізнаються про місцеперебування Луффі, і Гарп доручає Кобі очолити облаву. Луффі та Усопп зближуються через те, що Луффі знав батько Усоппа — Ясоппа. Кая зізнається Намі, що хоче жити самостійно. Адвокат Каї, Меррі, підозрює Курахадора в злочинних намірах і дворецький убиває його. Луффі випиває отруєний суп і непритомніє, Зоро приголомшують слуги, а Усопп тікає, проте ніхто не вірить його словам, крім Кобі, який прибув з морською вартою до міста.                   |                                                                       |               |                                                                 |                         |
| 4 | «Пірати наближаються» «The Pirates Are Coming»                        | Емма Салліван | Тіффані Грешлер та Том Гайндман                                 | 31 серпня 2023          |
| Поплічники Курахадора, Шем і Бучі, скинули Зоро до висохлого колодязя. Зоро згадує своє дитинство та смерть своєї подруги Куїни, через яку він поклявся стати найкращим мечником. Усопп приводить Кобі та його загін до будинку Каї, але Курахадору вдається віднадити їх від обшуку. Натомість від передає вартовим непритомного Луффі. Усопп і Намі поспішають на допомогу Каї, яка спершу не вірить їм. Але опівночі Курахадор замикає будинок і намагається вбити Каю. Зоро рятує Луффі від морської варти, і обоє повертаються до будинку. Зоро бореться з Шемом і Бучі, а Луффі — проти Курахадора, що виявився піратом Куро, якого вважали страченим. Викритий Куро тікає з острова, а Кая винагороджує команду Луффі, подарувавши їй корабель «Всюдихідний Меррі». Усоппа запрошують приєднатися до команди, він каже Каї, що мусить піклуватися про неї, але дівчина зізнається, що хоче самостійного життя. Хоча Кобі не вдалося схопити Луффі, Гарп каже йому, що піратів виманили та наказує обстріляти їхній корабель. Луффі ненароком виказує, що Гарп — його дідусь.                                                             |                                                                       |               |                                                                 |                         |
| 5 | «Смачного в «Бараті»!» «Eat at Baratie!»                              | Тім Саутам    | Лаура Жакмін                                                    | 31 серпня 2023          |
| «Всюдихідний Меррі» блукає в тумані та причалює до плавучого ресторану «Бараті». Банда Бриля зустрічає кухаря й офіціанта Санджі, який не ладнає із власником ресторану, колишнім піратом Зеффом. Коли Луффі виявляється не в змозі оплатити рахунок, то мусить працювати у Зеффа посудомийником. Гарп наймає капера Дракула Міхоука, щоб той повернув Луффі живим. Кобі підслуховує, і Гельмеппо повідомляє йому про Сімох Воєначальників Моря — піратів, які працюють на світовий уряд. Луффі заступається за Санджі, коли Зефф відмовляється дозволити йому готувати те, що він хоче. Міхоук прибуває, щоб захопити Луффі, але Зоро викликає його на дуель. Міхоук легко перемагає та ранить Зоро, але вирішує не захоплювати Луффі, бо бачить у ньому потенціал пірата. |                                                                       |               |                                                                 |                         |
| 6 | «Шеф і хлопчик-побігай» «The Chef and the Chore Boy»                  | Тім Саутам    | Стівен Маеда та Дієго Гутьєррес                                 | 31 серпня 2023          |
| Луффі змушує Зеффа лікувати рани Зоро, але він не впевнений, чи той виживе. Намі погоджується поговорити з ним, щоб утримати його на зв'язку зі світом живих, і зізнається, що в неї ніколи не було друзів. Санджі розповідає Луффі та Усоппу як він познайомився з Зеффом і той пожертвував своєю ногою заради хлопця. Кобі дізнається про зв'язок між Гарпом і Луффі через Міхоука, і поки він переконує Гарпа, що Луффі ніколи не зміниться, Гарп вирішує все одно схопити онука. Зненацька Баґґі відвідує риболюд Арлонґ зі своїми товаришами Чу і Курубі в пошуках Луффі. Баґґі зізнається, що підслуховував за Луффі за допомогою свого відділеного вуха. Арлонґ вислідковує Луффі та б'ється з ним. Намі демонструє, що вона служить Арлонґу та передає йому карту Великої Смуги. Луффі вважає, що він зазнав невдачі як капітан, доки Зоро не приходить до тями, переконуючи команду повернути Намі. Зефф переконує Санджі піти, і він офіційно приєднується до Солом'яних Капелюхів. Коли Зоро та Усопп запитують, як знайти Арлонґа, Луффі показує, що він викрав голову Баґґі.                                                       |                                                                       |               |                                                                 |                         |
| 7 | «Дівчина з татуюванням риби-пилки» «The Girl with the Sawfish Tattoo» | Йосиф Владика | Тіффані Грешлер, Ян Стоукс, Еллісон Вайнтрауб та Ліндсі Гелфанд | 31 серпня 2023          |
| У пошуках Намі Луффі та його команда прибувають на острів Кономі та дізнаються, що Арлонґ збирає там данину. Вони знаходять Нодзико, названу сестру Намі, яка розповідає, що їхня матір була вартовою, і віддала своє життя за дочок. Арлонґ убив її, а Намі зрадила односельчан, пішовши йому на службу. Тим часом Гарп відвідує Зеффа та вимагає розповісти де Луффі. Він визнає, що ловить онука, бо не хоче втратити його. Кобі розповідає Гельмеппо про стосунки Гарпа з Луффі, а бармен виказує їм куди поплив Луффі. На острові Кономі виявляється, що Арлонґ підкупив капітана вартових Незумі, щоб той приховував піратську діяльність. Гарп здогадується про це й відсторонює Незумі. Маючи карту Великої Смуги, Арлонґ заявляє, що підкорить людей і пануватиме в усіх морях. Намі викопує скриню, сховану в могилі своє матері, і в розмові з Нодзико зізнається, що служила Арлонґу лише для того, щоб викупити односельчан. Однак Арлонґ наказує Незумі конфіскувати гроші, що жахає Намі. Вона просить Луффі про допомогу, і він підтверджує, що допоможе їй. Арлонґ зі своїми поплічниками вирішує спалити село.                |                                                                       |               |                                                                 |                         |
| 8 | «Найгірший у Східному морі» «Worst in the East»                       | Йосиф Владика | Метт Овенс та Стівен Маеда                                      | 31 серпня 2023          |
| Мешканці села вирішують об'єднатися, коли команда Солом'яного Капелюха дає бій Арлонґу та його риболюдям. Луффі б'ється з Арлонґом у пагоді, поки його друзі борються з іншими риболюдьми. Усопп самотужки перемагає одного нападника, проте боїться, що йому не повірять. Бачачи, що Арлонґ надто сильний, Луффі руйнує пагоду і лиходій зникає під уламками. Тоді на острів прибувають морські вартові. Гарп викликає онука на двобій і перемагає, але Луффі все одного відмовляється перестати бути піратом. Гарп каже, що випробовував онука і відступає, наказуючи своїм вартовим продовжити полювати на решту команди Арлонґа. Назумі задля помсти Гарпу розвішує плакати з оголошенням про розшук Луффі за величезну винагороду. Луффі та Кобі прощаються; пізніше Гарп повідомляє Кобі та Гельмеппо, що він особисто навчить їх бути кращими солдатами. Оскільки плакат із розшуком Луффі бачать багато їхніх колишніх знайомих, Луффі, Зоро, Намі, Усопп і Санджі вирішують, що тепер вони справжні пірати й клянуться здійснити свої мрії. Невідомий капітан морської варти бачить плакат із розшуком Луффі та пропалює його сигарою. |                                                                       |               |                                                                 |                         |

## Виробництво

### Розробка
У липні 2017 року головний редактор Weekly Shonen Jump Хіроюкі Накано оголосив, що Tomorrow Studios (партнерство між Марті Адельштайном та ITV Studios) і Shueisha почнуть виробництво американської живої телевізійної адаптації манґи Еїчіро Ода One Piece в рамках святкування 20-річчя серії. Ода буде виконавчим продюсером серіалу разом із генеральним директором Tomorrow Studios Адельштайном і Беккі Клементс Повідомляється, що серіал розпочнеться з саги «Іст-Блю». Адельштайн також відмітив, що вартість виробництва може встановити нові рекорди.
У січні 2020 року Ода повідомив, що Netflix замовив перший сезон із десяти епізодів. У травні 2020 року продюсер Марті Адельштайн розповів під час інтерв'ю Syfy Wire, що спочатку зйомки серіалу мали початися в Кейптауні на Cape Town Film Studios приблизно в серпні, але з того часу їх відклали на вересень через COVID-19. Він також розповів, що на час того ж інтерв'ю для серіалу були написані всі десять сценаріїв і творці планували розпочати кастинг десь у червні. Однак у вересні 2020 року виконавчий продюсер і сценарист Метт Овенс заявив, що кастинг ще не відбувся.
У березні 2021 року виробництво почалося знову, а шоуранер Стівен Маеда повідомив, що кодова назва серіалу — Проєкт Роджер (англ. Project Roger). У вересні 2021 року вперше представили лого серіалу. Того ж місяця повідомлялося, що режисером пілотного епізоду серіалу стане Марк Йобст. У лютому 2022 року було оголошено, що Арісу Касівагі стане креативною директоркою та дизайнеркою фірмового стилю шоу, вона створюватиме та розроблятиме логотип, послідовність заголовків тощо. У березні 2022 року, поряд з оголошеннями про додаткові кастинги, було сказано, що головний сценарист і виконавчий продюсер Метт Овенс буде співавтором шоу разом з Маедою. У червні 2022 року стало відомо, що Емма Салліван зняла кілька епізодів серіалу.
7 вересня 2023 року генеральний директор Tomorrow Studios Марті Адельштейн повідомив, що сценарії для другого сезону готові, проте зйомки не можуть розпочатися, доки не буде вирішено попередження SAG- AFTRA. Президент Tomorrow Studios Беккі Клементс заявила, що як тільки вони зможуть почати зйомки, вони очікують, що другий сезон вийде через 12-18 місяців. Однак Netflix офіційно не оголосив про продовження серіалу на другий сезон. Під час поновлення Адельштейн заявив, що підозрює, що «ми почуємо результат [Netflix] протягом наступного тижня-двох».

### Кастинг
У листопаді 2021 року головний акторський склад Піратів Солом’яного капелюха був оголошений через серію плакатів у стилі «Розшукуються» (англ. Wanted): Іньякі Ґодой у ролі Манкі Д. Луффі, Маккенью у ролі Ророноа Зоро, Емілі Радд у ролі Намі, Джейкоб Ромеро Ґібсон у ролі Усоппа та Тез Скайлар у ролі Санджи.
У березні 2022 року Netflix додав Морган Девіс в ролі Кобі, Ілію Ізореліса Пауліно в ролі Альвіди, Ейдана Скотта в ролі Гелмеппо, Джеффа Ворда в ролі Баґґі, МакКінлі Белчер III в ролі Арлонґа, Вінсента Ріґана в ролі Ґарпа та Пітера Ґадіота в ролі Шенкса до додаткового акторського складу.
У червні 2022 року оголосили про Ленґлі Кірквуда у ролі капітана Морґана, Селестії Лутс у ролі Каї, Александера Маніатіса у ролі Клахадора, Крейґа Фейрбрасса у ролі Зеффа, Стівена Ворда у ролі Дракули Міхока та Чіома Умеала у ролі Нодзіко. У серпні 2022 року до акторського складу серіалу приєдналися Б'янка Остуйзен, Шанте Ґрейнгер і Ґрант Росс, які зіграють Шема, Банчіну та Ґензо відповідно.
У липні 2023 року стало відомо, що оригінальні японські актори озвучування з аніме «One Piece» озвучуватимуть персонажів для японського дубляжу. Усі персонажі озвучені оригінальним японським голосом, за винятком Арлонґа.

### Знімання
Маеда офіційно оголосив, що основні зйомки розпочалися 31 січня і закінчилися 22 серпня 2022 року. У травні 2022 року режисер Марк Йобст повідомив, що закінчив зйомки перших двох епізодів шоу. Частина зйомок проходила в Кейптауні, Південна Африка, на Cape Town Film Studios. Ніколь Гірш Вітакер, операторка серіалу, сказала, що у неї була команда за шість тижнів до початку виробництва.

### Музика
Для створення музики до серіалу були найняті Соня Бєлоусова та Гіона Остінеллі. Перша пісня із саундтреку до серіалу, «Wealth Fame Power», була доступна на музичних потокових платформах 18 серпня 2023 року. Білоусова заявила, що тема Луффі «Сила слави багатства» пов'язує його зі спадщиною Голда Роджера. Друга пісня, «My Sails Are Set», за участю норвезької співачки Аврори, була випущена 25 серпня. Пісня «My Sails Are Set» демонструє подорож Намі та виступає «кульмінацією музичних ідей цілого сезону».

### Бюджет
Виробничий бюджет серіалу становив приблизно 17,27 мільйонів доларів на епізод, що дорівнює 138 мільйонам доларів за перший сезон. Порівняно з іншими живими екранізаціями Netflix, «„Зошит смерті“ мав бюджет 40 мільйонів доларів, а приблизні витрати „Cowboy Bebop“ становили 6-7 мільйонів доларів за епізод». Повідомляється, що One Piece мав другий за величиною бюджет Netflix за всю історію.

## Сприйняття
На агрегаторі рецензій Rotten Tomatoes «One Piece» зібрав 83 % схвальних рецензій критиків і 96 % позитивних оцінок від пересічних глядачів. Консенсус критиків стверджує: «„One Piece“ передає суть свого улюбленого вихідного матеріалу за допомогою чарівно щирої адаптації, яка повинна розважити як давніх шанувальників, так і обережних новачків». На Metacritic середньозважена оцінка серіалу складає 67 балів зі 100. У перший тиждень показів «One Piece» посів перше місце за переглядами у Netflix з-поміж серіалів, які тоді демонструвалися на платформі, перевищивши за кількістю глядачів інші популярні серіали: «Венздей» і «Дивні дива» під час їхнього запуску.
Анжеліка Джейд Бастьєн зазначила в виданні «Vulture», що перший сезон охоплює події понад 200 епізодів аніме. Те, що вони складають цілісну динамічну історію, зумовлене як якістю оригінального матеріалу, так і вдалим підбором акторів. Кожен персонаж має характерну деталь і хоча всі вони дуже різні, але відчуваються частиною спільної оповіді. «До честі шоураннерів Метта Оуенса та Стівена Маеди, цей „One Piece“ охоплює незвичайність ідей, народжених у манзі, і утримується від надмірних пояснень», тому дивацтва зображеного світу сприймаються як належні.
За висновком Браяна Лоурі з CNN, «„One Piece“ був явно зібраний з ніжною любов'ю та немалою сумою грошей Netflix». Тому він ймовірно виправдовує очікування шанувальників аніме та манґи, але може спантеличити глядачів, не знайомих із оригінальними творами. Серіал від Netflix надто коливається між дитячим серіалом, сюрреалізмом і більшою, ніж можна очікувати, жорстокістю.
Микита Казимиров у ITC.ua писав: «До першоджерела серіал ніяк не дотягує, але і своєю стежкою йому вдається йти цілком успішно». В серіалі менше екстравагантності, а деякі сцени виглядають штучно. Разом з тим «адаптація Netflix відчувається більш похмурою і важкою» та більш «нормальною». В серіалі є багато комічних ситуацій і гумор оригіналу вдалося передати, що доповнюється екшн-сценами, в яких розкриваються унікальні здібності персонажів.